# Saint-Barthélemy-Lestra
Saint-Barthélemy-Lestra és un municipi francès situat al departament del Loira i a la regió d'Alvèrnia-Roine-Alps. L'any 2007 tenia 682 habitants.

## Demografia

### Població
El 2007 la població de fet de Saint-Barthélemy-Lestra era de 682 persones. Hi havia 246 famílies de les quals 48 eren unipersonals (32 homes vivint sols i 16 dones vivint soles), 89 parelles sense fills, 97 parelles amb fills i 12 famílies monoparentals amb fills.
La població ha evolucionat segons el següent gràfic:
Habitants censats

### Habitatges
El 2007 hi havia 304 habitatges, 253 eren l'habitatge principal de la família, 31 eren segones residències i 19 estaven desocupats. 282 eren cases i 20 eren apartaments. Dels 253 habitatges principals, 193 estaven ocupats pels seus propietaris, 55 estaven llogats i ocupats pels llogaters i 6 estaven cedits a títol gratuït; 32 tenien tres cambres, 73 en tenien quatre i 148 en tenien cinc o més. 185 habitatges disposaven pel capbaix d'una plaça de pàrquing. A 114 habitatges hi havia un automòbil i a 126 n'hi havia dos o més.

### Piràmide de població
La piràmide de població per edats i sexe el 2009 era:
| Homes | Edats   | Dones |
| ----- | ------- | ----- |
| 0     | 95 o +  | 0     |
| 0     | 90 a 94 | 4     |
| 4     | 85 a 89 | 8     |
| 8     | 80 a 84 | 8     |
| 0     | 75 a 79 | 4     |
| 8     | 70 a 74 | 8     |
| 28    | 65 a 69 | 16    |
| 12    | 60 a 64 | 16    |
| 8     | 55 a 59 | 12    |
| 20    | 50 a 54 | 4     |
| 32    | 45 a 49 | 24    |
| 24    | 40 a 44 | 16    |
| 32    | 35 a 39 | 28    |
| 16    | 30 a 34 | 24    |
| 12    | 25 a 29 | 16    |
| 12    | 20 a 24 | 8     |
| 20    | 15 a 19 | 24    |
| 16    | 10 a 14 | 32    |
| 24    | 5 a 9   | 24    |
| 12    | 0 a 4   | 12    |

## Economia
El 2007 la població en edat de treballar era de 427 persones, 315 eren actives i 112 eren inactives. De les 315 persones actives 295 estaven ocupades (166 homes i 129 dones) i 20 estaven aturades (6 homes i 14 dones). De les 112 persones inactives 45 estaven jubilades, 40 estaven estudiant i 27 estaven classificades com a «altres inactius».

### Ingressos
El 2009 a Saint-Barthélemy-Lestra hi havia 261 unitats fiscals que integraven 706 persones, la mediana anual d'ingressos fiscals per persona era de 15.739 €.

### Activitats econòmiques
Dels 21 establiments que hi havia el 2007, 3 eren d'empreses alimentàries, 1 d'una empresa de fabricació d'altres productes industrials, 7 d'empreses de construcció, 3 d'empreses de comerç i reparació d'automòbils, 2 d'empreses d'hostatgeria i restauració, 1 d'una empresa financera, 1 d'una empresa immobiliària, 1 d'una empresa de serveis, 1 d'una entitat de l'administració pública i 1 d'una empresa classificada com a «altres activitats de serveis».
Dels 7 establiments de servei als particulars que hi havia el 2009, 1 era un guixaire pintor, 2 fusteries, 1 lampisteria, 2 electricistes i 1 restaurant.
L'únic establiment comercial que hi havia el 2009 era una carnisseria.
L'any 2000 a Saint-Barthélemy-Lestra hi havia 29 explotacions agrícoles que ocupaven un total de 527 hectàrees.

## Equipaments sanitaris i escolars
El 2009 hi havia una escola elemental.

## Poblacions més properes
El següent diagrama mostra les poblacions més properes.